# 며느리 삼국지
《며느리 삼국지》는 1996년 2월 5일부터 1996년 8월 16일까지 방송했던 KBS 2TV 일일 드라마였는데 대부분 일일 드라마 프로그램들이 그랬던 것처럼 3대가 모여 사는 집 안에 완고하거나 괴팍한 웃어른, 말썽꾸러기 삼촌, 위치를 못 찾는 장남 등의 인물 구도에, 가족 간에 티격태격하며 싸우고 화해하는 스토리 전개가 엇비슷하다는 등의 지적이 있었다.

## 프로그램 소개
50년 동안 해장국 집을 경영해 온 서울특별시 종로구 청진동 청수옥에 한국, 중국, 일본 며느리가 들어와 겪게 되는 생활과, 삼국의 며느리를 중심으로 한 가족 간에 일어나는 갈등과 사랑을 통해서 삼국 간의 화해와 융화를 그린 드라마

## 등장 인물
- 김용림 : 정례 역
- 임예진 : 인혜 역
- 자오즈민 : 차오칭 역
- 이지은 : 미치코 역
- 김지영 : 김상희 역
- 재키 림
- 남능미 : 혜자 역
- 남성진 : 김상구 역
- 심양홍 : 김대호 역
- 이희도 : 김상호 역
- 김용건 : 김대웅 역
- 홍학표 : 김상태 역
- 조양자
- 박광남
- 이명숙
- 류용진
- 조명연
- 차태현

## 결방
- 1996년 2월 19일 : 《설 특집 3부작 드라마 검》 편성으로 인해[2] 결방

## 참고 사항
- 캐스팅 문제로 어려움을 겪었는데 인혜 역에는 최명길, 옥소리, 조민수가 물망에 올랐고, 그 외에 정영숙, 오대규, 이효정, 선우재덕 등이 물망에 올랐으나 모두 개인 사정으로 고사했다.[3]
- 작가 이희우의 전작 KBS 2TV 주말 드라마 《딸부잣집》(독일에서 귀화한 이한우)[4]에 이어 외국인이 출연했는데(중국인 탁구선수 자오즈민)[5], 《며느리 삼국지》 전작 《내 사랑 유미》에서도 외국인(리키 스미스)이 등장했다.[6]
- 비교적 높은 인기를 얻었으나 세 며느리가 끊임 없이 싸우며 서로를 헐뜯는 등의 내용을 다뤄[7] 이 과정에서 어처구니 없다는 느낌을 넘어 불쾌하다는 비난을 샀다.
- 예고 방송에서 'SEA OF JAPAN'(일본해)의 표기 중 'JAPAN'이란 글자만 지워진 영문 지도를 배경 화면으로 사용해[8] 말썽을 빚기도 했다.
- 작가 이희우는 해당 프로그램이 마지막 KBS 드라마 집필작이 됐다.
- 극 중 김상구 역을 맡았던 남성진과 김상희 역을 맡았던 김지영은 MBC 농촌드라마《전원일기》에 이어 같은 드라마에 출연해서 인연을 맺었고 종영한 지 8년 후 2004년 결혼하게 되었다.
- 극 중 김상희 역을 맡은 김지영은 남성진의 아내이자 배우 김용림의 며느리다.
- KBS는 해당 드라마 프로그램 이후 후속 프로그램으로 방송했던 작품들이 기대에 못 미치자 《오늘은 남동풍》을 마지막으로 KBS 2TV 일일 드라마를 잠정 폐지했다.
- 극중 김상구 역의 남성진은 정례 역으로 나오는 배우 김용림의 아들이다.[9]
- 홍학표 (김상태 역)는 KBS 2TV 주말 드라마 《숲속의 바람》 이후 4년 만에 드라마에 출연했고 1995년 5월 종영된 SBS 주말 드라마 《이 여자가 사는 법》 이후 브라운관에서 한동안 사라졌다가 해당 작품을 통해[10] 안방극장에 복귀했다. 해당 작품에 앞서 KBS 1TV 대하 드라마 《찬란한 여명》 캐스팅 제의를 받았으나 고사했다.[11] 《며느리 삼국지》 이후 한 동안 드라마 활동이 뜸해졌다가 2000년 KBS 1TV 일일 드라마 《좋은 걸 어떡해》를 통해 재출연했다.
- 1993년 SBS 공채 3기 탤런트로 데뷔했지만 공채 동기들[12], SBS 공채 4기 출신들과 마찬가지로 데뷔하자마자 뜨지 못한 남성진(본명 남지헌)(김상구 역)이 해당 작품으로 타 방송사 드라마에 처음 출연했고 이 프로그램 이후 남성진이란 예명으로 활동 중이며 집필자 이희우 작가의 전 집필작인 KBS 2TV 주말 드라마 《딸부잣집》에서 한준수 역을 맡았던 이세창이 1993년 '사랑의 동화' 프로덕션과 3년 간 지정한 프로그램에만 출연하기로 약속했음에도[13] "계약 조건이 안 좋다"는 이유로 프로덕션 측의 동의 없이 해당 프로그램에 출연하자 이세창의 매니저인 '사랑의 동화' 장한식 대표가 1996년 3월 8일 이세창을 상대로 1억 원의 손해배상 소송을 서울지방법원에 제기했고 이 사건 탓인지 이세창은 《며느리 삼국지》 출연이 좌절됐다.